# Neder-Drevflyn
Neder-Drevflyn är en sjö i Strömsunds kommun i Jämtland och ingår i Ångermanälvens huvudavrinningsområde. Sjön har en area på 0,316 kvadratkilometer och ligger 263,1 meter över havet. Sjön avvattnas av vattendraget Vängelälven.

## Delavrinningsområde
Neder-Drevflyn ingår i det delavrinningsområde (707021-150451) som SMHI kallar för Utloppet av Neder-Drevflyn. Medelhöjden är 276 meter över havet och ytan är 1,52 kvadratkilometer. Räknas de 3 avrinningsområdena uppströms in blir den ackumulerade arean 27,86 kvadratkilometer. Vängelälven som avvattnar avrinningsområdet har biflödesordning 3, vilket innebär att vattnet flödar genom totalt 3 vattendrag innan det når havet efter 155 kilometer. Avrinningsområdet består mestadels av skog (66 procent). Avrinningsområdet har 0,32 kvadratkilometer vattenytor vilket ger det en sjöprocent på 21 procent.